# Държавно устройство на Бразилия
Държавното устройство на Бразилия е организирано и функционира върху конституционно разделение на властите и върху принципите за демократичност, представителност и върховенство на закона. Федеративна Република Бразилия е независима, правова и демократична държава с президентска форма на управление. Според действащата от 1988 г. Конституция, Бразилия представлява неделим съюз на щати, общини, и един федерален окръг – столицата Бразилия. Политическата и административната организация на държавата обхваща съюза, щатите, федерален окръг, федералните територии и общините, автономията на които е гарантирана от Конституцията на съюза. Федеративна Република Бразилия обединява 26 щата, федералния окръг и 5654 свободни общини. Официалният език в страната е португалският.

## Държавен глава
Държавен глава на Бразилия е президентът. Според Конституцията на страната официалното название на държавния глава е „Президент на Републиката“. Президентът на Бразилия се избира заедно с вицепрезидент на страната за срок от 4 години на всеобщи избори, на принципа на мажоритарния вот. Според Конституцията за избрана се счита кандидатпрезидентската двойка, събрала повече от половината действителни гласове. Поради това бразилската Конституция предвижда провеждане на балотажен вот в случай, че никой от кандидатите не събере повече от 50% от гласовете на първия тур.
Президентът на Бразилия е главнокомандващ на въоръжените сили на страната, предсатвляват страните си в чужбина и имат право на законодателна инициатива пред Националния конгрес. Президентът подписва и обнародва законите, приети от законодателя, и издава декрети за влизането им в сила. Освен той може и да свиква извънредни сесии на Конгреса.
Президентът на Бразилия ръководи и външната политика на страната. Той акредитира дипломатическите представители на страната и приемаакредитивните писма на чуждите посланици в Бразилия. Също така установява отношения с трети страни и подписва международни договори с трети държави и международни организации, като в Бразилия тези международни договори подлежат на задължително ратифициране от страна на Сената.

### Органи към държавния глава
Конституцията на Бразилия предвижда и съществуването на няколко висши консултативни органа към Президента на Републиката, които се свикват и председателстват от него. Това са Съветът на Републиката и Националният съвет по отбраната.

## Законодателна власт

### Законодателни органи
Законодателната власт в Бразилия се упражнява от двукамарно законодателно събрание, което се нарича Национален конгрес. Националният конгрес се състои от две камари — Камара на депутатите и Федерален сенат. Членовете на Камарата на депутатите се наричат депутати, а членовете на Сената – сенатори. Конституцията на страната забранява членовете на Конгреса да заемат други длъжности в изпълнителната или съдебната власт, както и длъжности във въоръжените сили на страната. Конгресмените имат съдебен имунитет и не могат да бъдат подвеждани под отговорност за своите изказвания по време на мандата си.
Камарата на депутатите в бразилския Национален конгрес се състои от 513 депутатити, които се избират пряко от населението на всички щати и федералния окръг за срок от 4 години по пропорционалната система.
Федералният сенат на Бразилия се състои от 81 членове — по трима сенатори от всеки щат и федералния окръг, избирани пряко от населението за срок от 8 години, като една трета от състава на Сената се подновява след изтичането на първите четири години от мандата му.
Националният конгрес на Бразилия обсъжда и приема законите на страната и други нормативни актове. В компетенциите на Конгреса е да обсъжда и гласува закони, предложени от президента на страната. Националният конгрес има правото да одобрява и променя данъчната система на страната, да въвежда нови данъци и такси, да изменя размера на старите, да приема и ежегодния бюджет на страната, да утвърждава и променя структурата и състава на въоръжените сили. Конгресът има правомощието да контролира разходите, финансите, бюджетните операции и федералното имущество, при което Националният конгрес в Бразилия е подпомаган от дейността на Сметната палата, която има статут на независим съд. Конгресът може да се произнася за законността, целесъобразността и икономическата ефективност на отпусканите от Съюза парични субсидии. Конгресът на страната има право да отправя въпроси и допитвания до президента на Републиката и до всеки от министрите.

### Контрол за конституционност
В Бразилия контрол за конституционност на закони, приети от Националния конгрес на Бразилия, на актове на президента и щатските събрания осъществява Върховният федерален съд (Supremo Tribunal Federal), който е най-висшата съдебна инстанция на съюза. Върховният федерален съд се състои от единадесет съдии между 35 и 65 години, които се назначават от президента на Бразилия след одобрение от Националния конгрес. Върховният федерален съд в Бразилия играе ролята и на върховен арбитър в споровете за компетентност между федералната държава, щатите и федералния окръг.

## Изпълнителна власт

### Правителство
Правителството на Бразилия се състои от президента на Бразилия и неговия кабинет. Глава на правителството на Бразилия е президентът на Федеративна Република Бразилия, който упражнява най-висше ръководство на държавната администрация. Членове на кабинета в Бразилия са държавните министри и още няколко лица с ранг на министри, които обаче не ръководят отделно министерство – вицепрезидентът, началникът на канцеларията на бразилския президент, началникът на Службата по сигурността на президентството, главният секретар, правителственият юрисконсулт, Генералният инспектор на съюза, президентът на Централната банка и прессекретарят, както и специалният секретар по рибарство и аквакултури, специалният секретар по човешките права, специалният секретар по институционалните отношения, специалният секретар по дългосрочното стратегическо планиране, специалният секретар за пристанищата, специалният секретар за расовото равенство, специалният секретар за връзките с обществеността (прессекретарят на президента), специалният секретар за жените.

### Министри и министерства
Министерствата в Бразилия разработват, формулират и прилагат политики в секторите, които те представляват. Броят на министерствата се определя от президента и се утвърждава от Националния конгрес. Броят на министерствата в Бразилия е 24. Ръководителите на министерствата в Бразилия са държавните министри, които са членове на кабинета. Те се назначават и уволняват от Президента на Републиката.
Контрол върху законността на актовете на държавните министри в Бразилия осъществява Висшият съд, който се състои от 33-ма съдии.

## Съдебна власт
Съдебната власт в Бразилия се упражнява от независими органи, на които Конституцията на Бразилия предоставя правораздавателни прерогатови. Организацията на съдебната власт в Бразилия е подробно регламентирана от чл. 96 до чл. 126 в Конституцията на съюза. Според конституционно зададените рамки съдебната валст в Бразилия е разделена на щатско и федерално равнище. Съдебната система на щатско ниво е организирана на две инстанции в лицето на първоинстанционните щатски съдилища и апелативните щатски съдилища. Юрисдикцията на щатските съдилища е ограничена до границита на отделните щати. Правораздаването на федерално равнище се осъществява от федерални съдилища, чиято юрисдикция се разпростира върху цялата територия на страната или върху териториите на няколко щата. Съдебната система на федерално равнище в Бразилия е организирана на три инстанции: Първоинстанционни федерални съдилища, Регионални съдилища, Виши съдилища и двете върховни инстанции – Висшият съд на Бразилия и Върховният федерален съд. Освен това според предмета на делата, които разглеждат, федералните съдилища биват: федерални (за дела от общ характер) и специализирани (военни, електорални и трудови съдилища).

## Политически живот
Партийната система в Бразилия е силно раздробена, като във федералния парламент са представени 24 партии. Около половината места в долната камара са разпределени между четирите големи партии:
Партия на бразилското демократическо движение
Партията на бразилското демократическо движение (PMDB) е наследник на легалната опозиция от времето на военния режим. Тя не е идеологически монолитна и включва политици с широк спектър от възгледи - от социалдемокрация и социаллиберализъм до консерватизъм и популизъм. Представител на партията е Жузе Сарней, първият президент след възстановяването на демокрацията (1985-1990), както и Итамар Франку (президент през 1992-1994), но през 90-те години тя губи влияние. Днес Партията на бразилското демократическо движение е основен участник в коалицията около Партията на работниците.
Бразилска социалдемократическа партия
Бразилската социалдемократическа партия (PSDB) е създадена в края на 80-те години от група социалдемократи, отделили се от Партията на бразилското демократическо движение, но през следващите години идеологията ѝ се измества към центризма. Неин представител е президентът Фернанду Енрики Кардозу (1995-2002), който извършва либералните икономически реформи, довели до стопанска стабилизация на страната. Днес Бразилската социалдемократическа партия е основната опозиционна партия.
Партия на работниците
Партията на работниците (PT) е социалистическа партия, образувана в началото на 80-те години. През 90-те години тя постепенно увеличава влиянието си и през 2002 година нейният харизматичен лидер Луис Инасиу Лула да Силва е избран за президент. След изтичането на втория му мандат за президент отново е избран кандидат на партията - Дилма Русев, чийто баща е имигрант от България.
Демократи
Партията Демократи (DEM) е наследник на проправителствената партия от времето на военния режим. Днес в идеологическо отношение тя е близка до либералния консерватизъм. Първоначално тя подкрепя реформите на Фернанду Енрики Кардозу, но от края на 90-те години преминава в опозиция.
Други по-малки партии са Прогресивната партия (PP), Бразилската партия на труда (PTB), Либералната партия (PL), Социалистическата партия (PSB), Народната социалистическа партия (PPS), Демократичната партия на труда (PDT) и Комунистическата партия на Бразилия (PCdoB).

## Териториални органи на държавата. Щатско управление

### Щати
Федеративна Република Бразилия е федеративна държава – съюз между свободни и независими щати и Федерален окръг. Отделните щати и в двете страни се различават по територия и брой на населението. Всеки щат в Бразилия се управлява по собствена конституция, която не може да противорече на Федералната конституция. Устройството на отделните щати в Бразилия се основава на принципа на разделение на властите.
Органи на изпълнителната власт на щатско ниво в Бразилия са губернаторите и назначаваните от тях кабинети, а законодателната власт се упражнява от самостоятелни еднокамарни законодателни събрания, които се наричат законодателни асамблеи. Щатските губернатори се избират пряко от населението на всеки щат за срок от 4 години. В помощ на губернаторите са щатските кабинети, които се назначават от губернаторите на щата. В Бразилия губернаторът се избира заедно с вицегубернатор на щата, като и двамата кандидати участват в една ибирателна листа. Членовете на щатските законодателни асамблеи в Бразилия се избират за срок от 4 години. Според Конституцията на Бразилия броят на депутатите в Законодателното събрание на щата е 3 пъти по-голям от броя на депутатите, които представят щата в Камарата на депутатите в Националния конгрес. Ако броят на представителите на щата в Камарата на Депутатите надвишава 12, то броят на представителите в Законодателното събрание на щата ще е 36 + (броя на депутатите на щата в Камарата на Депутатите, намален с 12).
Щатите в Бразилия имат по-малка автономия в законодателно отношение от отделните щати в САЩ, тъй като издаването на закони от областта на криминалното, наказателното, гражданското и процесуланото право е от компетенциите на Федеративната държава (Съюза).

### Федерален окръг
Град Бразилия - столицата на съюза, има самостоятелен статут в рамките на федерацията – столицата представлява самостоятелна административна единица, която се нарича федерален окръг. Федералният окръг не влиза в границите на нито един от щатите, които сътавляват федерацията. Конституцията издига федералния окръг като самостоятелна част на федерацията, която притежава представители в Конгреса. Освен това федералният окръг Бразилия притежава самостоятелна администрация, която се отличава от администрацията на останалите щати.
Федерален окръг Бразилия не е поделен на общини и се управлява по органичен закон, приет от членовете на Законодателната камара на федералния окръг. Органи на местното управление и самоуправление във федералния окръг са губернаторът на федералния окръг и Законодателната камара на федералния окръг. Губернаторът на федералния окръг на Бразилия се избира за срок от 4 години

### Федерални територии
Конституциите на Бразилия предвижда възможността за създаване на територии със специален статут – т.нар. федерални територии, чието управление е пряко подчинено на властта на Федералната държава, което ще рече, че органите на управление в тези територии се назначават от изпълнителната власт на Федералната държава.

## Местни органи на управление и самоуправление
Общините в Бразилия представляват най-малките самостоятелни административни адиници, съставни на отделните щати. Общините в Бразилия (municípios) са самостоятелни и независими териториално-административни единици, чиято автономия е гарантирана от Конституцията на Бразилия, която ги разглежда като една от съставните единици на Федералната държава.
Броят на общините в Бразилия е около 5654. Общините в Бразилия имат статут на юридически лица. Те са второто ниво на административно-териториалното делене на страната и представляват съставна част на отделните щати. Общините в Бразилия се самоуправляват по собствен органичен закон (Lei Orgânica), съобразен с принципите на Конституцията и гласуван от членовете на общинската камара. Основни органи на местното управление и самоуправление в общините в Бразилия са кметът (prefeito) и общинските камари (câmara municipal), чиито членове се наричат местни съветници. Кметовете, заместник-кметовете и общинските съветници се избират пряко от населението за срок от четири години, на избори, които се провеждат едновременно в цялата страна. Броят на местните съветници в общината е пропорционален на броя на населението на общината и варира между 9 и 45 души.